# С днём рождения меня
«С днём рождения меня» (англ. Happy Birthday to Me) — канадский слэшер 1980 года, снятый режиссёром Джей Ли Томпсоном. Несмотря на то, что на момент выхода фильм стал кассовым фильмом в истории канадского кинематографа, он был разгромлен критиками, но в последующие годы приобрёл культовый статус.

## Сюжет
Вирджиния в предвкушении своего 18-летия. Год назад праздник закончился трагедией — Джинни и её мать попадают в автокатастрофу, а сама девушка кроме того попала под винт проплывавшего мимо корабля и провела долгое время в реанимации. Она с трудом пережила случившееся и намерена начать жизнь заново. День рождения — отличный повод забыть случившееся. Но неожиданно праздник омрачается пропажей друзей Вирджинии. Присматривающий за ней доктор Фарадей уверен в полном здоровье своей пациентки, но исчезновение друзей отражается на ней негативно. Вскоре выясняется, что в округе объявился маньяк. Но почему он охотится лишь на близких Джинни людей? Возможно, всё дело в ней.
Во время одного из визитов к доктору девушка жестоко расправляется с ним. Но это уже не Джинни, а её сводная сестра Энн, обозлённая на отца за то, что он много лет назад бросил её и ушёл к матери Джинни.

## В ролях
- Мелисса Сью Андерсон — Вирджиния «Джинни» Уэйнрайт
- Гленн Форд — доктор Дэвид Фарадей
- Лоуренс Дэйн — Хэл
- Шэрон Экер — Эстель
- Фрэнсис Хайленд — миссис Паттерсон
- Трейси Э. Брегман — Энн Томерсон
- Мэтт Крэйвен — Стив Максвелл

## Номинации на премии
- Премия «Джини» — номинации в категориях «Лучший дизайн костюмов» и «Лучшая музыка к фильму»
- Премия «Молодой актёр» — номинация в категории «Лучшая юная актриса в художественном кинофильме»